# Lijst van rijksmonumenten in Hezingen
De plaats Hezingen telt 13 inschrijvingen in het rijksmonumentenregister. Hieronder een overzicht.
| Object | Oorspronkelijke functie? | Bouwjaar                    | Architect | Locatie            | Coördinaten?                  | Nr.?  | Afbeelding        |
| --- | ------------------------ | --------------------------- | --------- | ------------------ | ----------------------------- | ----- | ----------------- |
| Erve Scholte. Schaapskooi van vakwerk met deels baksteen- deels leemvulling. Topgevels met stro bekleed         | Boerderij                |                             |           | Hooidijk 49        | 52° 26' 24" NB, 6° 51' 23" OL | 35755 | Meer afbeeldingen |
| Boerderij, grotendeels in vakwerk, met houten topgevels, die iets overkraagd zijn. Achterbaander in underschoer | Boerderij                |                             |           | Sprengendalsweg 13 | 52° 25' 59" NB, 6° 53' 49" OL | 35756 | Meer afbeeldingen |
| Terrein waarin grafheuvel                                                                                       | Archeologisch monument   | Neolithicum en/of Bronstijd |           |                    | 52° 26' 45" NB, 6° 52' 20" OL | 46082 | Upload foto       |
| Terrein waarin grafheuvel                                                                                       | Archeologisch monument   | Neolithicum en/of Bronstijd |           |                    | 52° 26' 58" NB, 6° 52' 13" OL | 46083 | Upload foto       |
| Terrein waarin grafheuvel                                                                                       | Archeologisch monument   | Neolithicum en/of Bronstijd |           |                    | 52° 26' 24" NB, 6° 53' 26" OL | 46084 | Upload foto       |
| Terrein waarin grafheuvel                                                                                       | Archeologisch monument   | Neolithicum en/of Bronstijd |           |                    | 52° 26' 5" NB, 6° 53' 7" OL   | 46085 | Upload foto       |
| Terrein waarin grafheuvel                                                                                       | Archeologisch monument   | Neolithicum en/of Bronstijd |           |                    | 52° 26' 20" NB, 6° 53' 55" OL | 46086 | Upload foto       |
| Terrein waarin grafheuvel                                                                                       | Archeologisch monument   | Neolithicum en/of Bronstijd |           |                    | 52° 26' 22" NB, 6° 53' 53" OL | 46087 | Upload foto       |
| Terrein waarin grafheuvel                                                                                       | Archeologisch monument   | Neolithicum en/of Bronstijd |           |                    | 52° 26' 19" NB, 6° 54' 13" OL | 46088 | Upload foto       |
| Terrein waarin grafheuvel                                                                                       | Archeologisch monument   | Neolithicum en/of Bronstijd |           |                    | 52° 26' 23" NB, 6° 54' 13" OL | 46089 | Upload foto       |
| Terrein waarin grafheuvel                                                                                       | Archeologisch monument   | Neolithicum en/of Bronstijd |           |                    | 52° 26' 24" NB, 6° 54' 24" OL | 46090 | Upload foto       |
| Terrein waarin twee grafheuvels                                                                                 | Archeologisch monument   | Neolithicum en/of Bronstijd |           |                    | 52° 26' 18" NB, 6° 54' 22" OL | 46091 | Upload foto       |
| Terrein waarin grafheuvel                                                                                       | Archeologisch monument   | Neolithicum en/of Bronstijd |           |                    | 52° 26' 20" NB, 6° 52' 60" OL | 46092 | Upload foto       |